# Anyone Can Play Guitar
Singles de Radiohead
Creep
(1992) Pop Is Dead
(1993)
Anyone Can Play Guitar est un single tiré du premier album de Radiohead Pablo Honey, sorti juste avant l'album. Il s'agit du second single du groupe, et leur premier à recevoir une large audience (Creep a été émis en quantités limitées quelques mois avant, et n'est pas rentré dans les charts, mais deviendra bientôt un tube et sera ressorti plus tard en 1993). Anyone Can Play Guitar a relativement fait petite impression sur les charts, mais il resta une référence incontournable des live du groupe tout au long du début des années 1990.

## Liste des morceaux

### CD britannique
1. Anyone Can Play Guitar
2. Faithless the Wonder Boy
3. Coke Babies

### CD néerlandais
1. Anyone Can Play Guitar
2. Faithless the Wonder Boy

### CD australien
1. Anyone Can Play Guitar
2. Creep
3. Pop Is Dead
4. Thinking About You (version EP)
5. Killer Cars (Acoustique)